# The Demi-Bride
The Demi-Bride is een stomme film uit 1927 onder regie van Robert Z. Leonard. Destijds werd de film in Nederland uitgebracht onder de titel Een ondeugende bakvisch.

## Verhaal
Criquette wordt verliefd op de Franse Philippe Levaux. Wanneer ze ontdekt dat hij een affaire heeft met haar stiefmoeder Madame Girard, gebruikt ze dit als chantagemiddel zodat hij met haar trouwt. Hij weet zich geen raad, totdat hij daadwerkelijk op haar verliefd wordt. Ze lijken gelukkig met elkaar, totdat zijn ex-vriendin Lola opnieuw in zijn leven verschijnt.

## Rolverdeling
| Acteur            | Personage       |
| ----------------- | --------------- |
| Norma Shearer     | Criquette       |
| Lew Cody          | Philippe Levaux |
| Lionel Belmore    | Monsieur Girard |
| Tenen Holtz       | Gaston          |
| Carmel Myers      | Madame Girard   |
| Dorothy Sebastian | Lola            |